# Euxinograd
Euxinograd (in bulgaro Евксиноград, pronunciato ɛfˈksinograt), traslitterato anche come Evksinograd o Euxinograde, fu una residenza reale estiva bulgara del XIX secolo, con parco annesso, sulla costa del Mar Nero, 8 chilometri a Nord di Varna. Attualmente è una residenza presidenziale e governativa, che nell'estate ospita riunioni del Consiglio dei ministri, oltre ad offrire accesso ai turisti per la visita di numerose ville ed hotel. Dal 2007 è sede del festival annuale operistico Operosa.

## Storia

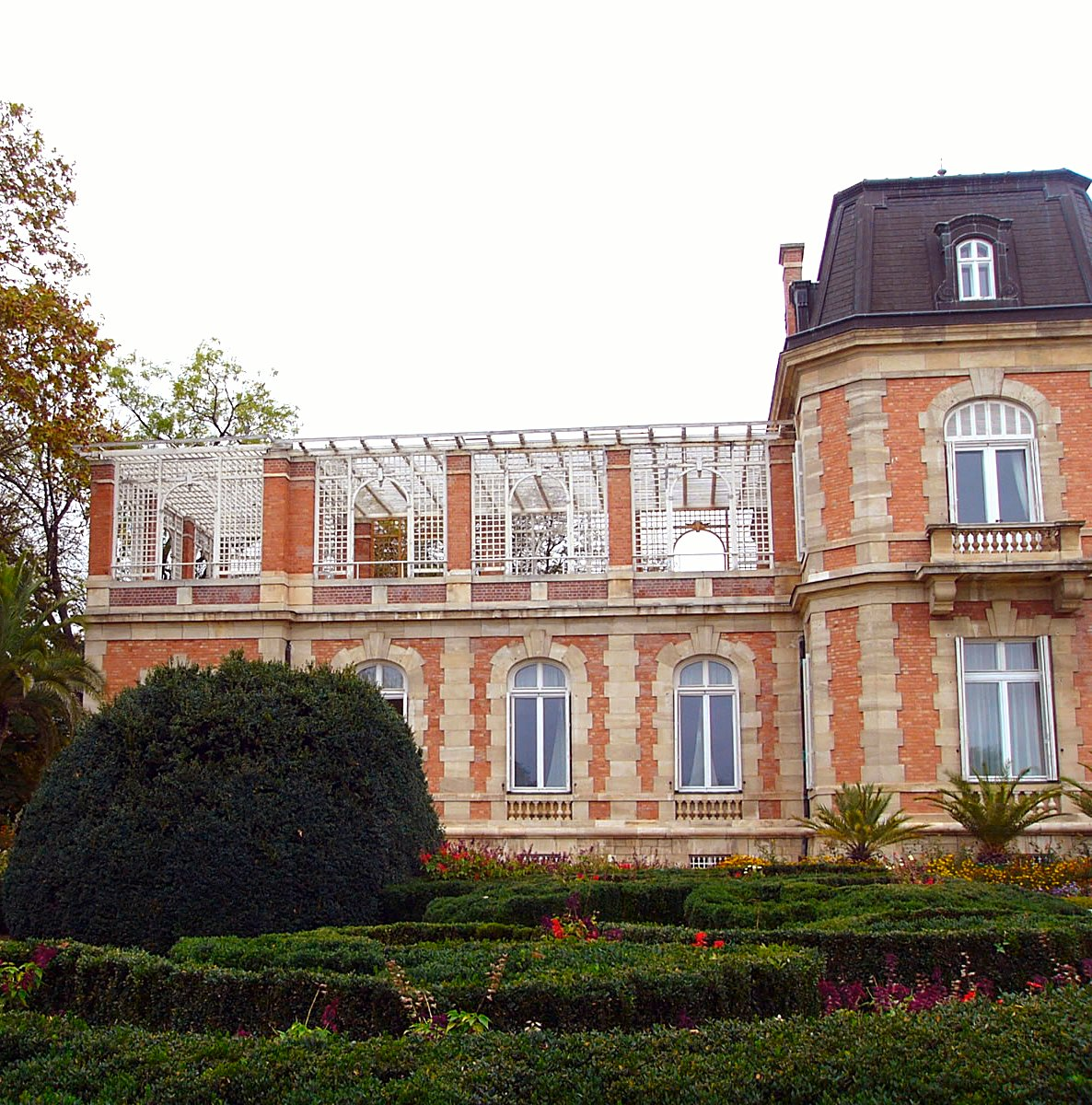
Sezione del palazzo di Euxinograd

La costruzione del palazzo iniziò poco tempo dopo che il terreno su cui sorge venne regalato al knjaz Alessandro di Battenberg, principe di Bulgaria, come dono da parte del vescovato greco ortodosso il 16 marzo 1882. Sul luogo erano sorti in precedenza dei piccoli monasteri, di San Demetrio e San Costantino, i cui edifici vennero in seguito convertiti in una piccola residenza.
L'architetto viennese Viktor Rumpelmayer disegnò il progetto originale del palazzo; inizialmente, nel 1885, si pensò di battezzare il complesso con il nome di Sandrovo, sulla base del diminutivo del nome di Alessandro, appunto Sandro. In tempi successivi il Principe allargò i confini della tenuta fino all'estensione attuale di circa 80 ettari, senza peraltro costruirvi alcunché.
Il palazzo venne infatti edificato sotto il governo del principe, e poi zar, Ferdinando I di Bulgaria; il frontone ed altri materiali dell'ala destra del castello di Saint-Cloud, in Francia, un'ex-residenza reale, vennero trasportati in Bulgaria per venire integrati nel palazzo di Euxinograd. Ferdinando invitò l'architetto svizzero Hermann Mayer e il bulgaro Nikola Lazarov a finire il progetto del palazzo; venne quindi rinominato Euxinograd nel 1893, dietro insistenza della principessa Maria Luisa, prima moglie del monarca. Il nome derivava dal termine in greco antico utilizzato per designare il Mar Nero, Εὔξεινος Πόντος (Euxeinos Pontos, mare ospitale), e dal suffisso slavo-meridionale, grad, che significava città o, storicamente, fortezza.
La seconda moglie dello zar Ferdinando, la zarina Eleonora, morì ad Euxinograd il 12 settembre 1917.
Dopo l'abolizione della monarchia in Bulgaria per mezzo di un referendum tenuto nel 1946, Euxinograd divenne una residenza estiva delle allora autorità comuniste. La svolta democratica del 1989 fece del palazzo una residenza presidenziale e governativa ed il complesso venne aperto al pubblico.

## Edifici

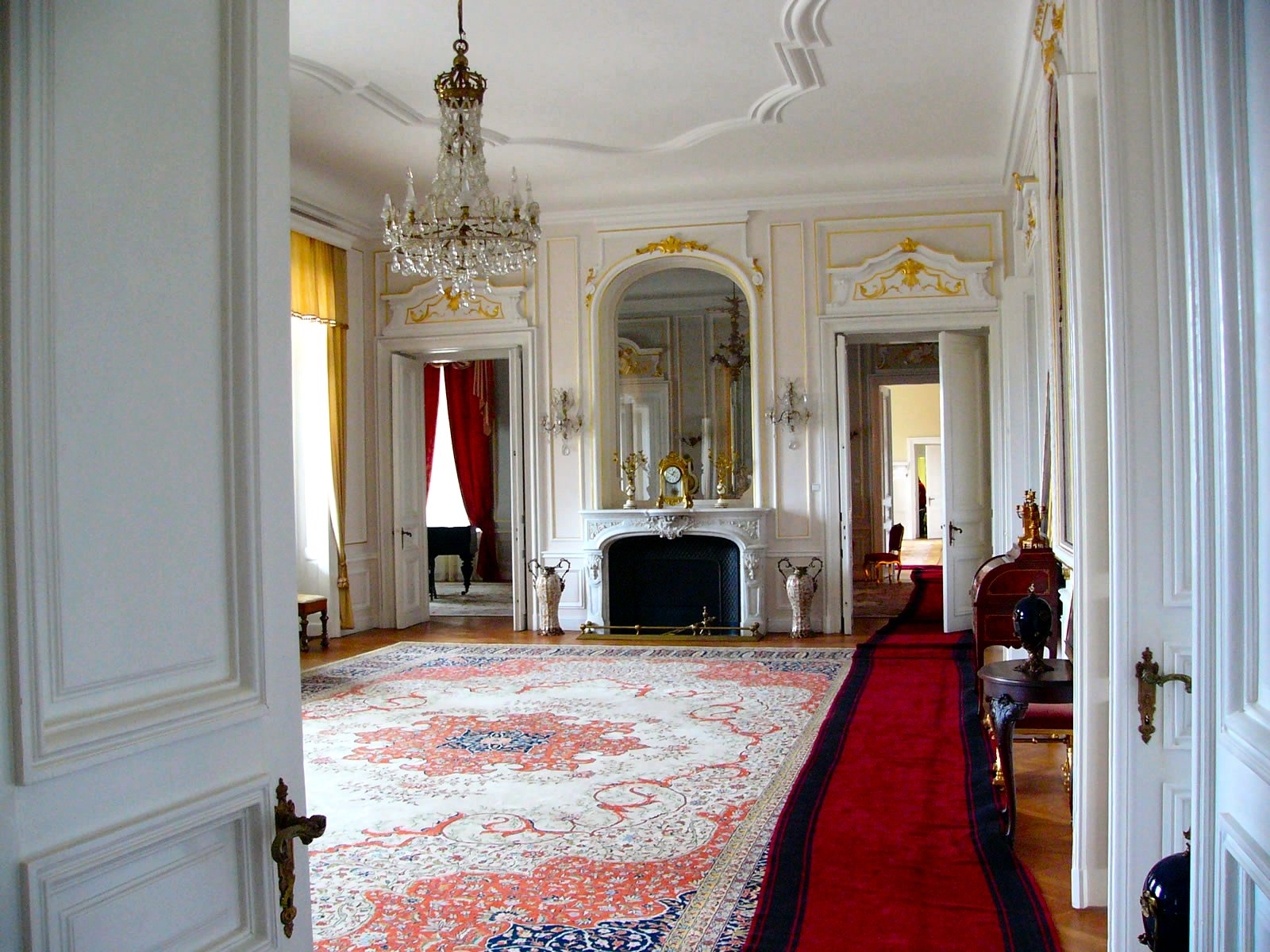
Interni del palazzo

Costruito sul modello del castello francese di Saint-Cloud, Euxinograd è spesso considerato uno dei migliori esempi di architettura post-liberazione in Bulgaria. Dopo che il château francese venne distrutto durante la guerra franco-prussiana del 1870, Ferdinando di Bulgaria ne acquistò il frontone dell'ala destra tra il 1890 ed il 1891; Euxinograd si ispirò quindi allo stile dei castelli francesi del XVIII secolo, con un alto tetto mansardato provvisto di ringhiere in metallo, rivestito in mattoni ed una torre orologiaria.
Euxinograd è costruito su tre piani: il primo ospita le sale di ricevimento, la sala da musica e quella da pranzo; al secondo piano si trovano invece le stanze della famiglia reale ed il terzo era destinato al personale di servizio. Il mobilio è costruito in mogano e legno di noce; il gigantesco candeliere decorato con una corona reale e gigli d'oro è un dono della Casata di Borbone. Le maniglie delle porte delle toilette recano su di esse lo stemma dello zar Ferdinando; la meridiana, un dono della regina Vittoria del Regno Unito, è un altro oggetto d'interesse presente nel palazzo.

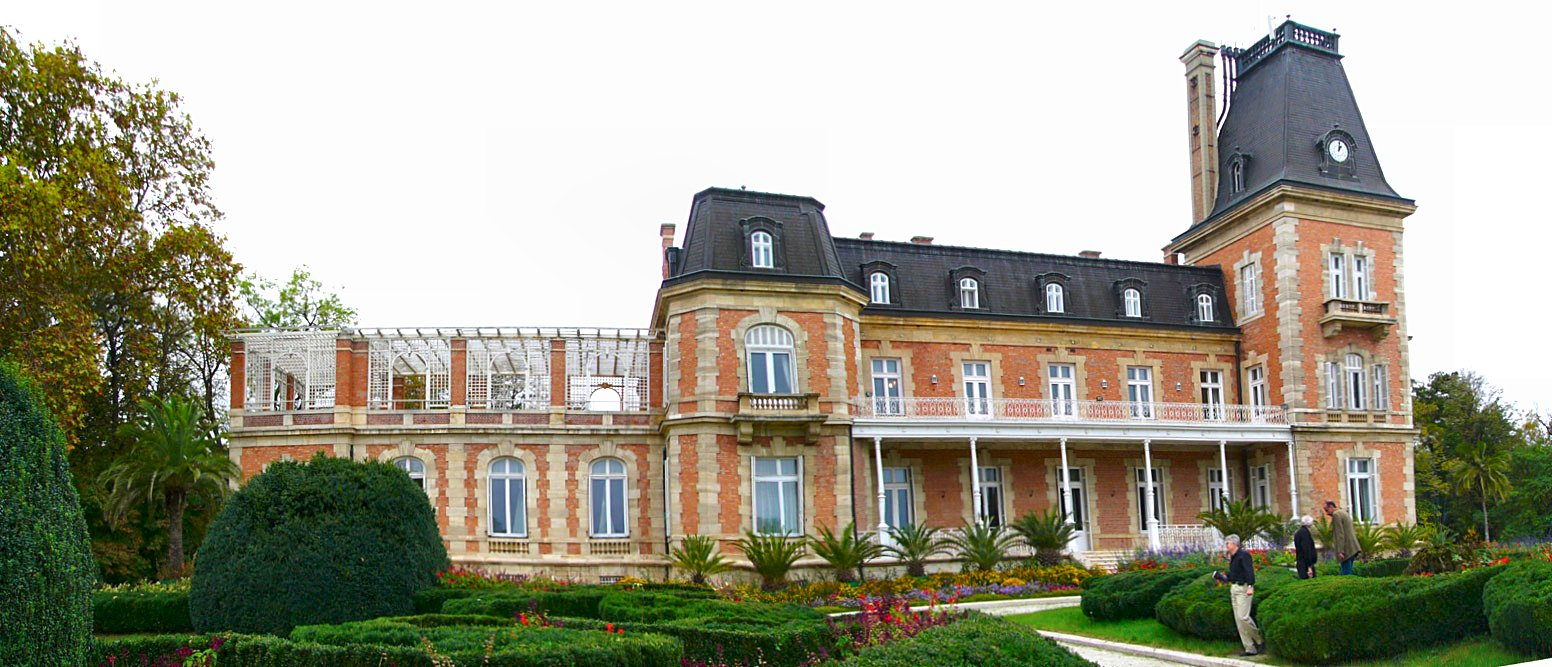
Visione d'insieme dell'edificio di Euxinograd

La cantina del palazzo venne creata nel 1891 per soddisfare le esigenze della famiglia reale bulgara e si estende per due piani sotto terra. Essa produce a tutt'oggi vini di elevata qualità, di dodici varietà diverse, nonché sette tipi di brandy; il vino prodotto nel palazzo è considerato uno dei migliori di tutta la Bulgaria. Nelle cantine sono conservati vini francesi invecchiati per più di 125 anni, conservativi sin dal periodo della liberazione della nazione.
Il complesso di Euxinograd include inoltre le ex stalle reali, chiamate Štala (Щала, dal tedesco Stall).

## Parco

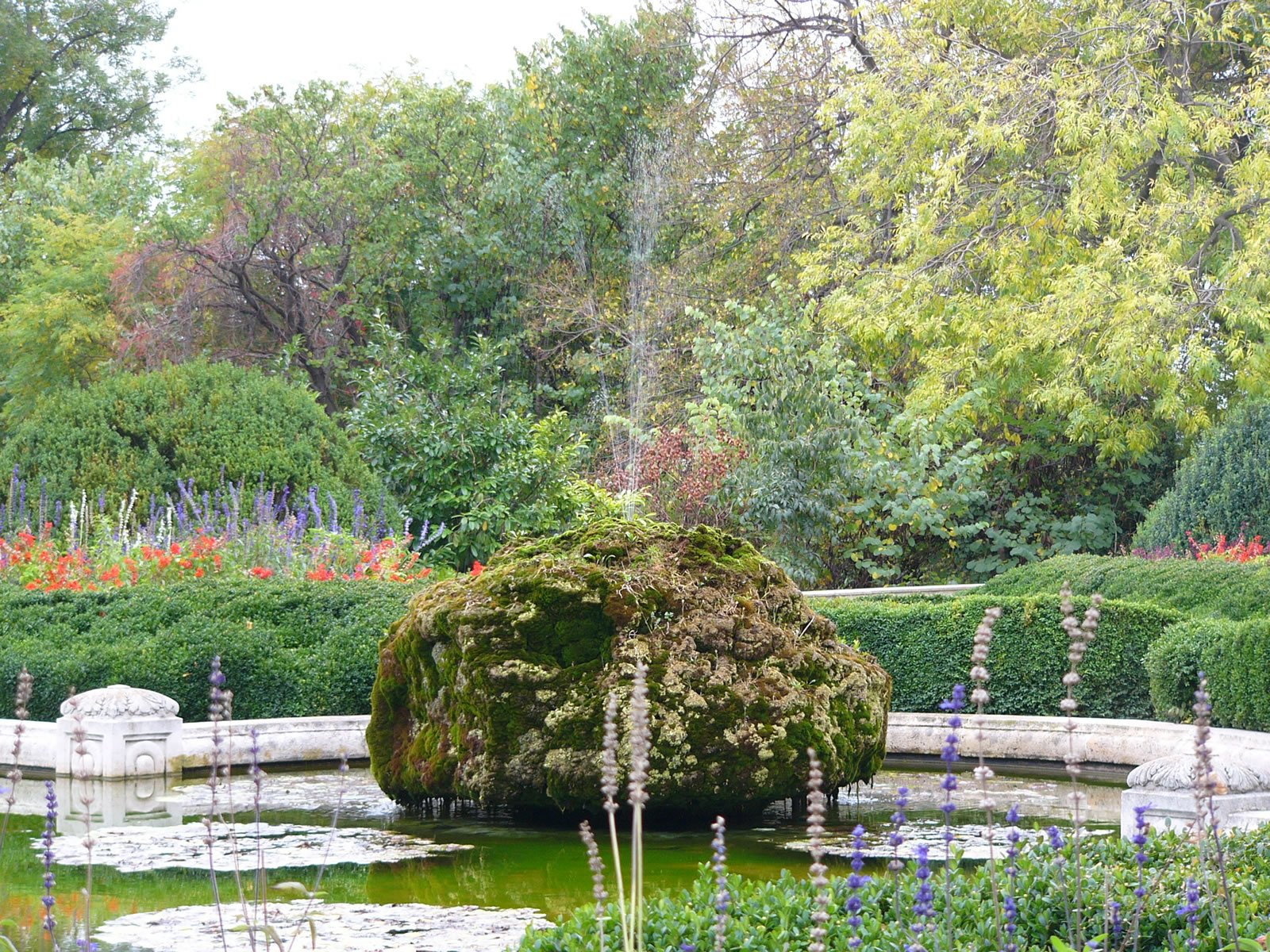
Parco del palazzo di Euxinograd

Il parco di Euxinograd, la cui realizzazione iniziò nel 1890 e durò per diversi decenni, ospita più di 310 specie di piante provenienti dall'Asia, dall'America Latina, dal Nordafrica e dalla Francia meridionale, che si disse vennero raccolte dallo stesso zar Ferdinando. Il parco copre un'area di circa 55 ettari, circondata da vigneti. Il parco è una combinazione di stili di architettura paesaggistica inglese e francese, giardino all'inglese e giardino à la française, e fu progettato in larga parte da Édouard André.
Nel parco si possono trovare due ponti, uno in metallo e l'altro in cemento, che imita un albero caduto. Il piccolo fiumiciattolo Kestrička Bara scorre attraverso il parco, nel quale è inoltre presente un piccolo lago ricco di ninfee, statue in bronzo di fattura francese ed una scultura di Nettuno.
Per l'allestimento del parco si dovettero acquistare più di 50 000 alberi da Marsiglia e grandi quantità di terreno fertile vennero trasportati sul luogo dalle foci del fiume Kamčija.
Euxinograd Palace - view 1.jpg

## Galleria d'immagini

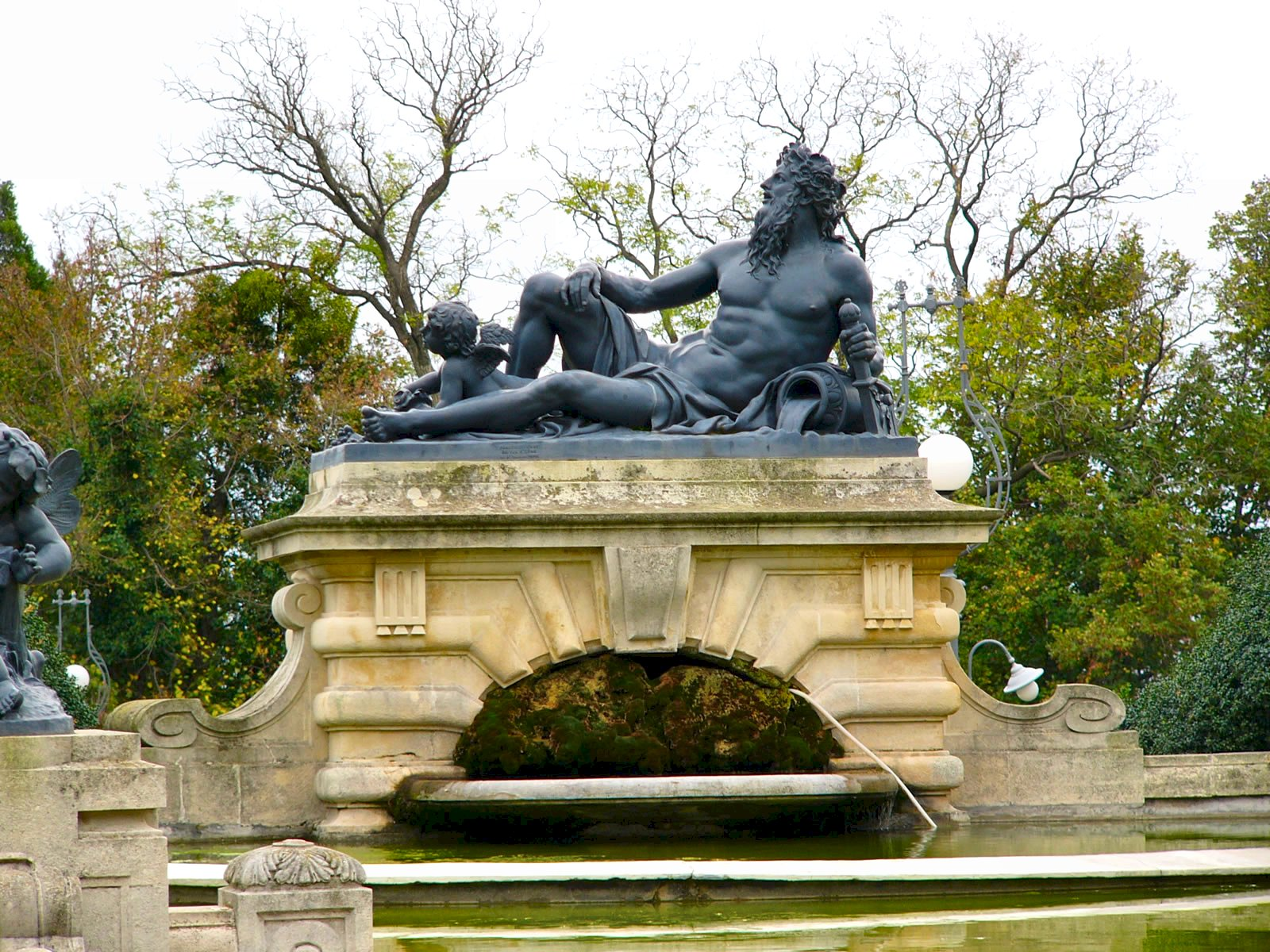
Statua nel Nettuno nel laghetto
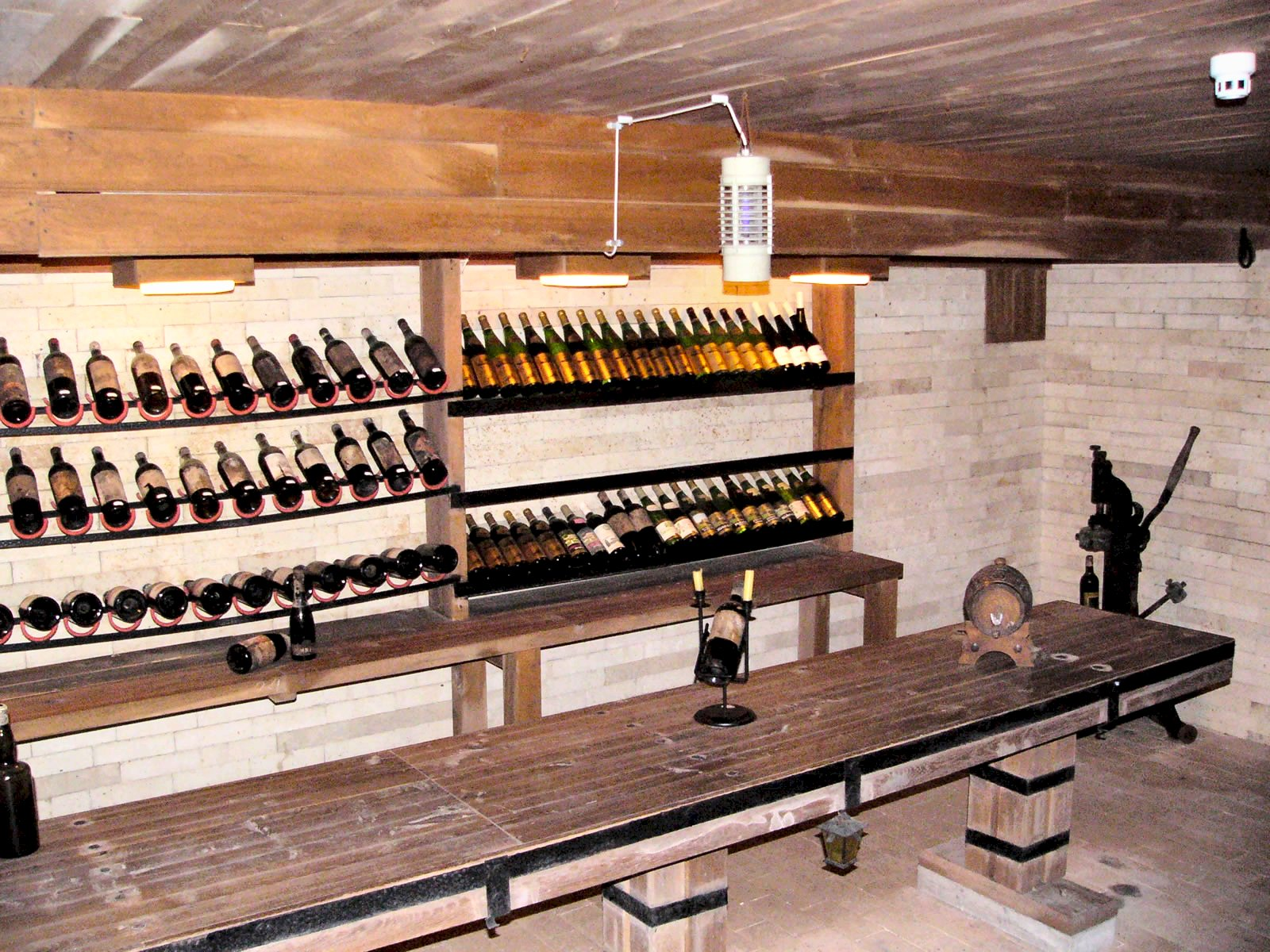
Esposizione di vini nelle cantine del palazzo
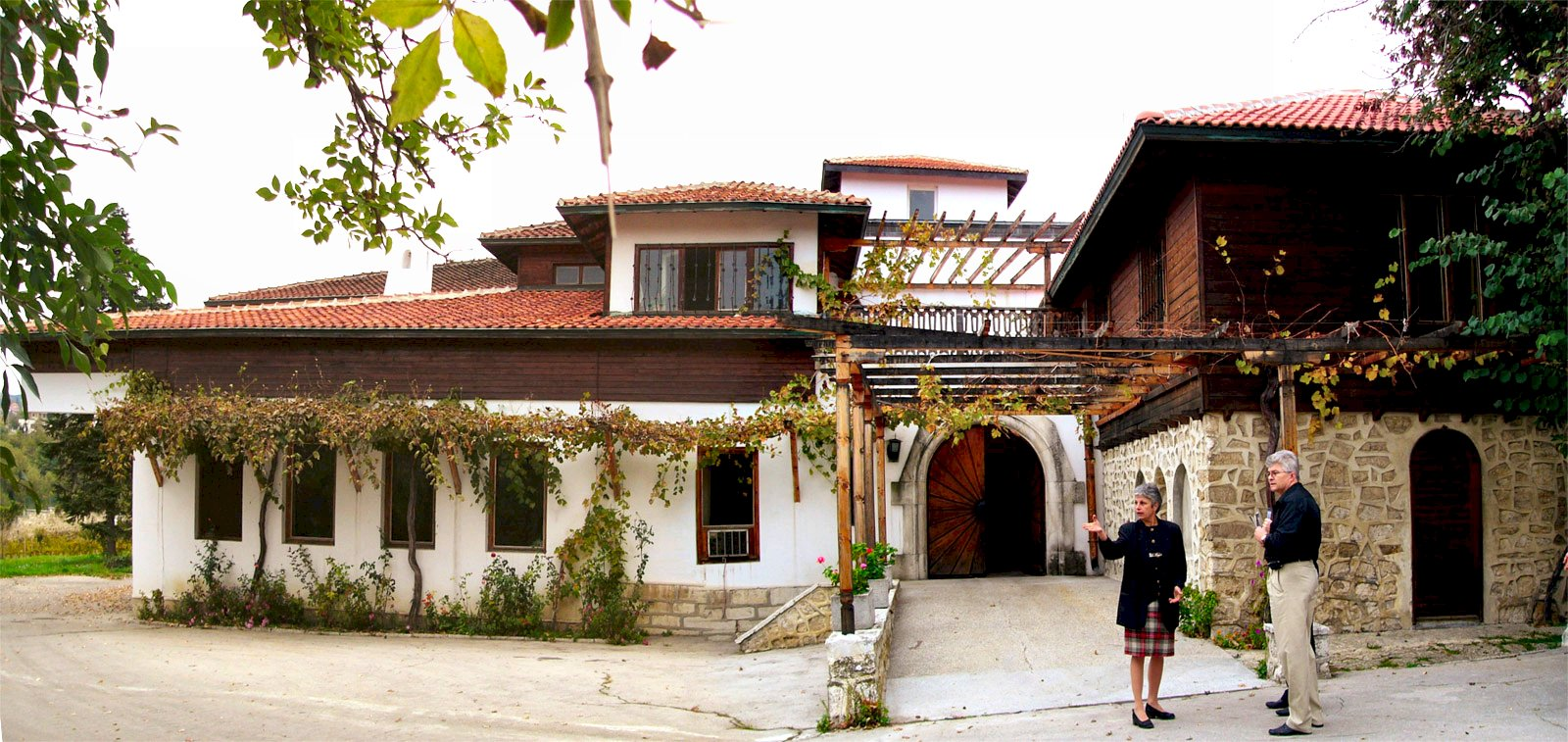
Entrata dell'edificio delle cantine
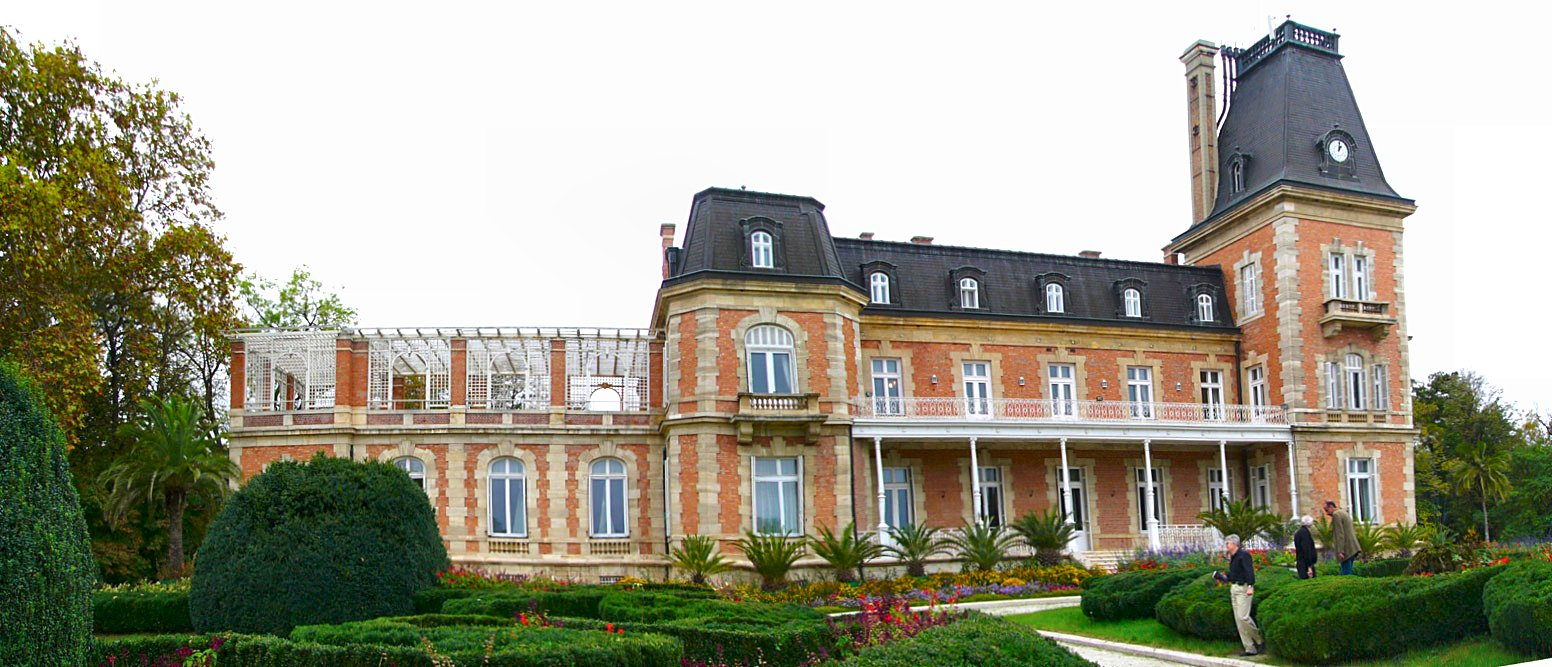
Visione d'insieme dell'edificio di Euxinograd
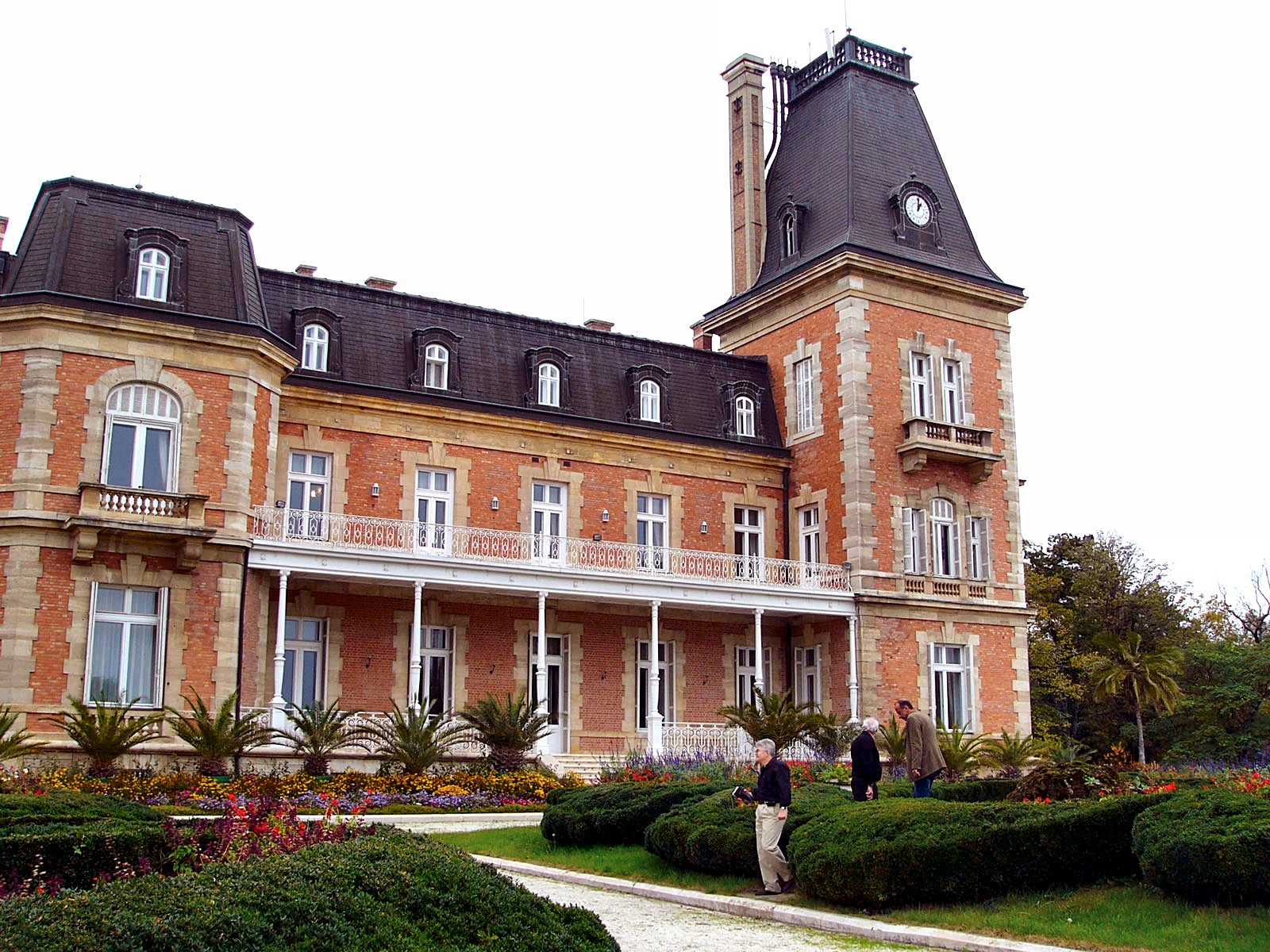
Corpo principale del palazzo